# 傩舞
傩舞最初是傩祭中的仪式舞蹈，后来发展为娱神兼娱人的民间舞蹈。儺起源於中原地區黃河流域原始先民的圖騰崇拜和原始宗教活動，一般認為形成於夏商時代。也有學者認為，龍山文化時期甚至仰韶文化時期就已經存在。古文字學家于省吾在殷墟甲骨文卜辭中發現關於儺祭的記載，表明儺在當時已經形成一種獨具特色的文化。儺發展到漢代內容更加豐富，主要包括儺祭、儺舞、儺戲、儺儀、儺藝、儺鼓、儺雜技、儺面具等，雖然表現形式多樣，但主要功能和宗旨都是驅鬼除疫、禳災納吉、保佑平安、祈禱福瑞。儺舞在中國广泛流行于江西、湖南、湖北、贵州、安徽、山东等地，在傩舞的基础上，后又发展出了傩戏。
中國兩漢時期，每年在除夕、春节之時，宮廷中都要表演大武儺，以驅逐瘟疫與惡鬼。大武儺由數百人組成的趕鬼隊伍表演，其中領頭的舞者叫方相，他頭戴儺面具，身穿玄黑色的上衣，下面繫著朱紅色的圍裙，手掌上蒙著鹿皮，一手拿著長戈，一手拿著盾牌，一邊舞蹈一邊帶領著隊伍前進。緊跟其後的是扮演十二神獸的舞者們，他們分別戴著甲作、巰胃、雄伯、騰簡、攬諸、伯奇、強梁、祖明、委隨、錯斷、窮奇、騰根這十二個上古神獸的面具，手中也要持武器不停地揮舞，表演出攻擊的動作。其餘的舞者叫侲子，由10歲以上，12歲以下的孩童充當，他們手持火把，嘴中則唱著叫駡惡鬼的歌詞，聲音震天動地，整支隊伍要環繞宮室舞蹈三週，最後行進到宮門端門之外，象徵將惡鬼與不詳統統驅逐了出去，這時儀式便結束了。
唐代時，太常寺會在每年除夕之夜舉辦大型歌舞會，其中也有儺舞。表演時，近千名男性戴上假面道具，穿上紅黑衣褲，擊鼓跳躍，氣勢磅礴。演員佩戴的面具，有神話形象，也有世俗人物和歷史名人，構成龐大的儺神譜系。儺舞伴奏樂器簡單，一般為鼓、鑼等打擊樂。儺舞結束後則是表演其他舞蹈。
在宋代，每逢除夕，皇宮中都要舉行大儺之儀，並讓皇宮中的親事官、禁衛軍等戴著假面具，身穿或綉或畫的彩色衣服，手執金槍龍旗。教坊使孟景初身材魁梧高大，穿戴全副鍍金的鋼製盔甲，裝扮成將軍。又選鎮殿將軍二人，也穿戴盔甲，裝扮成門神。教坊南河炭相貌醜陋，高大肥壯，裝扮成判官。又有人裝扮鍾馗、小妹、土地、竈神之類的模樣，共計有千餘人，在宮中驅逐鬼祟。一群人最後從南薰門出去，到外面轉龍彎，叫做「埋祟」，方才結束。此夜，宮中的爆竹聲、歡呼聲，響徹天空，宮外也能聽到。城中百姓人家，在爐邊團團圍坐，一直到天亮也不睡，叫做「守嵗」。
进入国非遗名录的傩舞包括：江西南丰的南丰跳傩、婺源的婺源傩舞、乐安的乐安傩舞，山西寿阳的寿阳爱社，安徽祁门的祁门傩舞、郎溪的跳五猖，福建邵武的邵武傩舞、漳州的浦南古傩，广东湛江麻章的湛江傩舞，甘肃文县的文县池哥昼、永靖的永靖七月跳会。